# Amblygobius sphynx
Amblygobius sphynx är en fiskart som först beskrevs av Valenciennes, 1837.  Amblygobius sphynx ingår i släktet Amblygobius och familjen smörbultsfiskar. Inga underarter finns listade i Catalogue of Life.

## Bildgalleri

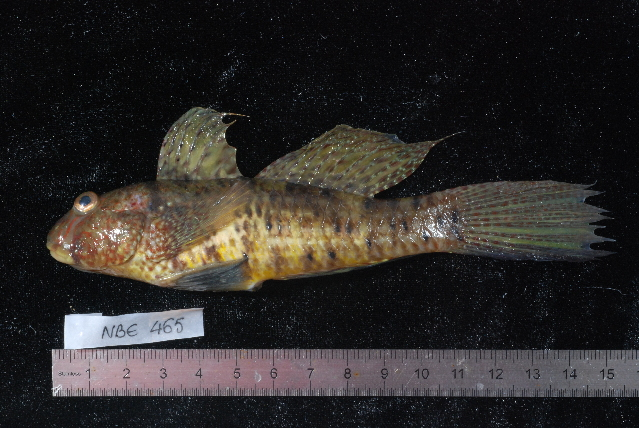